# Baltschieder
Baltschieder es una comuna suiza del cantón del Valais, localizada en el distrito de Visp. 
La comuna se encuentra dividida en dos partes, la primera, pegada al resto del distrito corresponde al núcleo urbano, gracias al cual Baltschieder limita al con las comunas de Ausserberg, Eggerberg, Visp y Raroña. La segunda parte, enclavada entre los distritos de Raroña occidental y Brig, constituye la parte más montañosa, gracias a la cual Baltschieder limita también con las comunas de Blatten, Naters y Mund.

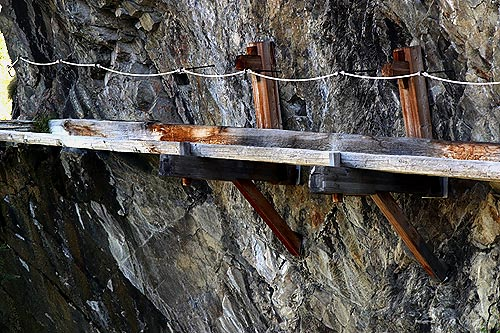
Vista del sistema de irrigación antiguo, Baltschieder.